# Igor Astapkovič
Igor Astapkovič (bělorusky Ігар Вячаслававіч Астапковіч, rusky Игорь Вячеславович Астапкович) (* 4. ledna 1963 Grodno) je bývalý běloruský kladivář, mistr Evropy z roku 1990.

## Sportovní kariéra
Čtyřikrát se účastnil olympijských her – v roce 1992 vybojoval stříbrnou medaili v soutěži kladivářů, v roce 2000 bronzovou. Je držitelem rovněž tří stříbrných medailí z mistrovství světa v této disciplíně (z let 1991, 1993 a 1995. V roce 1990 se stal ve Splitu mistrem Evropy v hodu kladivem, o čtyři roky později v Helsinkách skončil druhý. Svůj osobní rekord – 84,62 m – vytvořil v roce 1992.